# Orhan Taşdelen
Orhan Taşdelen (* 6. Februar 1987 in Gaziantep) ist ein türkischer Fußballspieler.

## Karriere
Taşdelen begann mit dem Vereinsfußball in der Jugend des Traditionsvereins Gaziantepspor und wurde hier 2006 mit einem Profivertrag versehen in die Profimannschaft aufgenommen. Innerhalb einer Spielzeit absolvierte er zwei Erstligapartien für die Profimannschaft. Die Saison 2007/08 verbrachte er als Leihspieler bei İnegölspor und die Spielzeit beim zentralanatolischen Drittligisten Kırşehirspor.
Im Sommer 2009 wechselte er zum Zweitligisten von der Schwarzmeerküste, zu Samsunspor. Hier arbeitete er bereits nach zwei Monaten mit dem neuen Trainer Hüseyin Kalpar zusammen. Kalpar war vorher bei Gaziantepspor aktiv und holte damals Taşdelen in die Profimannschaft. Die Saison 2010/11 schloss die Mannschaft als Vizemeister der TFF 1. Lig und stieg in die Süper Lig auf. Für die anstehende Saison wurde Vladimir Petković als neuer Trainer vorgestellt. Unter diesem Trainer kam Taşdelen in der Hinrunde 2011/12 zu keinem Einsatz.
So verließ er nach gegenseitigem Einvernehmen den Verein und heuerte beim Zweitligisten Kayseri Erciyesspor an. Hier spielte er lediglich bis zum Saisonende und verließ den Verein.
Zum Sommer 2012 wechselte zum neuen Zweitligisten Karşıyaka SK. Bereits nach einer halben Saison verließ er diesen Klub und ging zum Stadtkonkurrenten Göztepe Izmir.
Im Sommer 2013 heuerte er beim Zweitligisten Istanbul BB an.
In der Winterpause 2014/15 wechselte Taşdelen innerhalb der Süper Lig zu Akhisar Belediyespor. Im Sommer 2018 wechselte er zu Adana Demirspor und wurde von diesem Verein für die Rückrunde der Saison 2018/19 an den Ligarivalen Giresunspor ausgeliehen.

## Erfolge
Mit Samsunspor
- Vizemeister der TFF 1. Lig und Aufstieg in die Süper Lig: 2010/11

Mit Istanbul BB
- Meister der TFF 1. Lig und Aufstieg in die Süper Lig: 2013/14

Mit Akhisar Belediyespor
- Türkischer-Fußballpokal-Sieger: 2017/18